# Partido Nuevo (República de China)
El Partido Nuevo, conocido originalmente como Partido Nuevo Chino, es un partido político de la República de China de ideología nacionalista que aboga por la reunificación con el régimen continental de la República Popular China. Fue fundado el 22 de agosto de 1993, durante la democratización del país, por elementos del Kuomintang contrarios a la política de statu quo que defendía el presidente Lee Teng-hui. Desde entonces, sin embargo, ha defendido cada vez más la situación actual de Taiwán, formando parte de la coalición pan-azul junto con el Kuomintang y otros partidos reunificacionistas. Originalmente se fundó como "Nueva Alianza del Kuomintang", pero legalmente no podía utilizar dicho nombre debido a la similitud con el Kuomintang original. Su nombre final se inspiró en el éxito electoral que había obtenido el Nuevo Partido de Japón en el país cercano.
Desde 2008, ha perdido toda su representación en el Yuan Legislativo, aunque miembros del partido han ejercido cargos en las administraciones del Kuomintang (2008-2016). Su fundador, Wang Chien-shien, fue presidente del Yuan de Control entre 2008 y 2014.

## Elecciones presidenciales
| Elección | Candidato | Compañero de fórmula | Votos totales | Porcentaje de votos | Resultado  |
| -------- | --------- | -------------------- | ------------- | ------------------- | ---------- |
| 2000     | Li Ao     | Elmer Fung           | 16.782        | 0,13%               | Perdida No |

## Elecciones parlamentarias
|  | 12.95 % |

|  | 7.06 % |

|  | 2.61 % |

|  | 0.12 % |

|  | 3.95 % |

|  | 1.49 % |

|  | 4.18 % |

|  | 1.04 % |